# Василенко, Нина Константиновна
Нина Константиновна Василенко (6 декабря 1906 — 26 апреля 1999) — советский художник-мультипликатор, режиссёр и сценарист. 

## Биография
Родилась 6 декабря 1906 года.
Училась на Высших художественно-технических мастерских (ВХУТЕМАС) в мастерской Владимира Фаворского
В 1928-1931 годах училась в Московском полиграфическом институте.
После окончания учёбы работала художником-мультипликатором на Киевской студии художественных фильмов.
В 1960-1975 годах — режиссёр-мультипликатор на «Киевнаучфильме».

## Режиссёр
- «Веснянка» (1961)
- «Пушок и Дружок» (1962)
- «Весёлый художник» (1963)
- «Непоседа, Мякиш и Нетак» (1963)
- «Водопровод на огороде» (1964)
- «Никита Кожемяка» (1965)
- «Маруся-Богуславка» (1966)
- «Тяв и Гав» (1967)
- «Музыкальные картинки» (1968)
- «Приключения казака Энея» (1969)
- «Как воробей ум искал (несмышлёный воробей)» (1970)
- «Сказание про Игорев поход» (1972)
- «Почему у ёлочки колючие иголочки» (1973)
- «Мальчик с уздечкой» (1974)

## Сценарист
- «Мальчик с уздечкой» (1974)

## Награды
- «Никита Кожемяка» — ВКФ, Киев, 1966 — Диплом жюри
- «Сказание про Игорев поход» получил специальный приз и диплом 5-го Международного кинофестиваля документальных и короткометражных фильмов (Ньон, Швейцария), 1972.